# Ясногородка (Вишгородський район)
Ясногоро́дка — село у Вишгородському районі Київської області. Знаходиться за 60 км від Києва.

## Історія
Вперше Ясногородка згадується в історичних джерелах XVII ст.
У 1831 р. в селі відбулося селянське повстання.
Поблизу Ясногородки виявлено залишки поселення доби бронзи (II тис. до н. е.).
Метричні книги, клірові відомості, сповідні розписи церкви св. Миколая с. Ясногородка (приписні с.с.* Толокунь, Рудня Толокуньська, Сичівка (1917)) Димерської волості Київського пов. Київської губ. зберігаються в ЦДІАК України. 
Під час визволення України у 1943 році в районі Ясногородки 23 вересня сили 212-го, 241-го и 231-го гвардійських полків 75-ї гвардійської стрілецької дивізії форсували Дніпро і захопили плацдарм, перший у смузі наступу 60-ї Армії. Після розширення плацдарму, з нього 3 листопада 1943 року почався наступ на Київ і визволення столиці України. В селі, в чотирьох братських могилах поховані
бійці 75-ї гвардійської стрілецької дивізії, 226-ї стрілецької дивізії та 112-ї стрілецької дивізії, зокрема Герої Радянського Союзу, що загинули під час боїв на плацдармі біля Ясногородки та при визволенні села:
- Крикуненко Веніамін Олександрович
- Макеєв Олексій Васильович
- Митов Дмитро Васильович
- Нікітченко Іван Моїсейович
- Поляков Володимир Хомич
- Чернов Павло Михайлович
- Яржин Генріх Генріхович

В боях на плацдармі біля села Ясногородка також загинули Герої Радянського Союзу, могили яких не збереглися:
- Анісенков Володимир Іванович
- Волошин Іван Андрійович
- Мартинов Іван Степанович
- Мінаєнко Іван Олексійович
- Михальченко Василь Кирилович
- Пугачов Арсеній Пилипович

В селі похований Малашок Віталій Андрійович (1970—2015) — сержант Збройних сил України, учасник російсько-української війни.

## Населення

### Мова
Розподіл населення за рідною мовою за даними перепису 2001 року:
| Мова       | Кількість | %     |
| ---------- | --------- | ----- |
| українська | 561       | 95.90 |
| російська  | 22        | 3.76  |
| білоруська | 2         | 0.34  |
| Усього     | 585       | 100   |

## Релігія
- Церква Святого Миколая

## Установи
У селі розташований Київський міський центр комплексного обслуговування бездомних осіб.

## Галерея

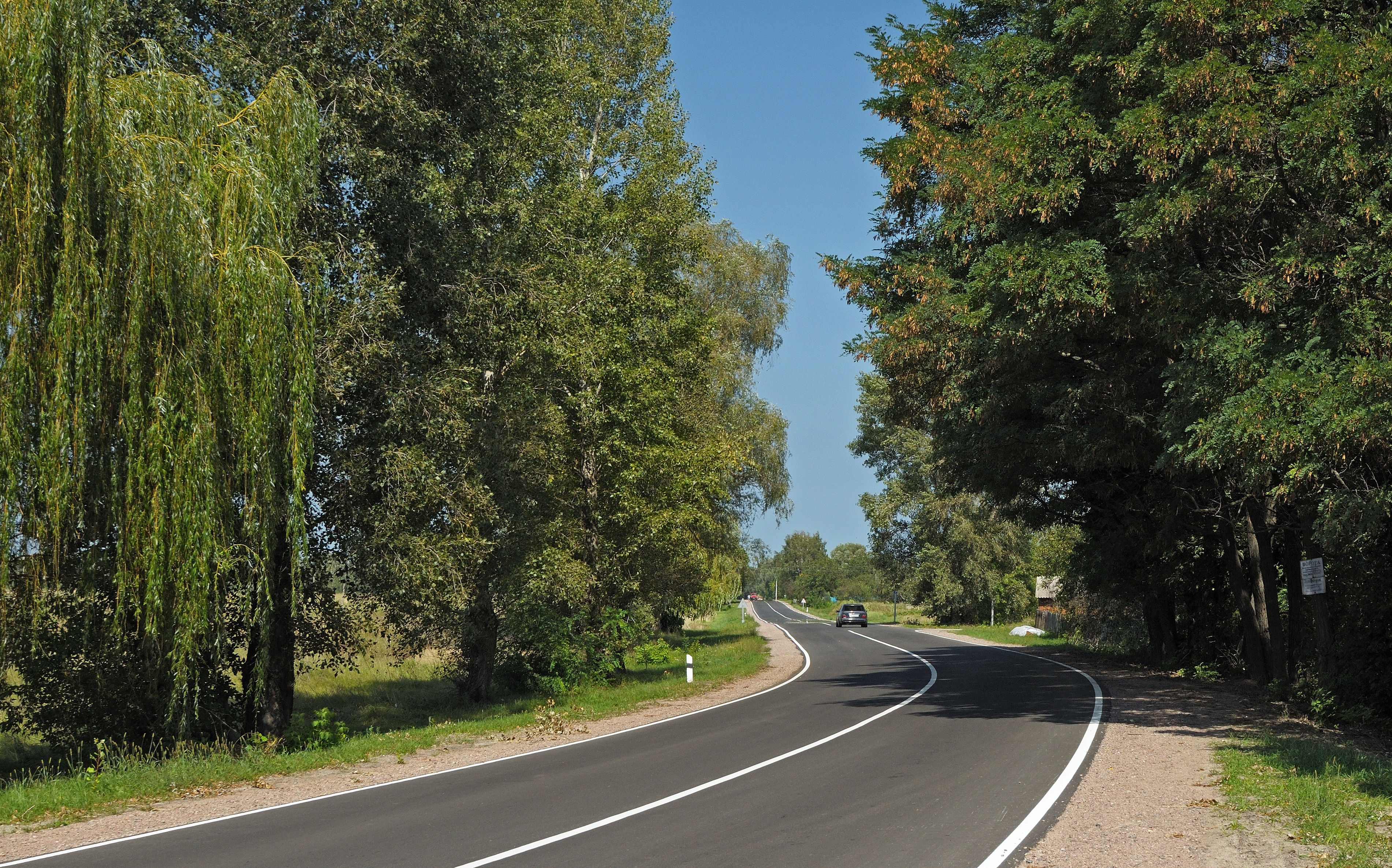
Дорога до села Ясногородка
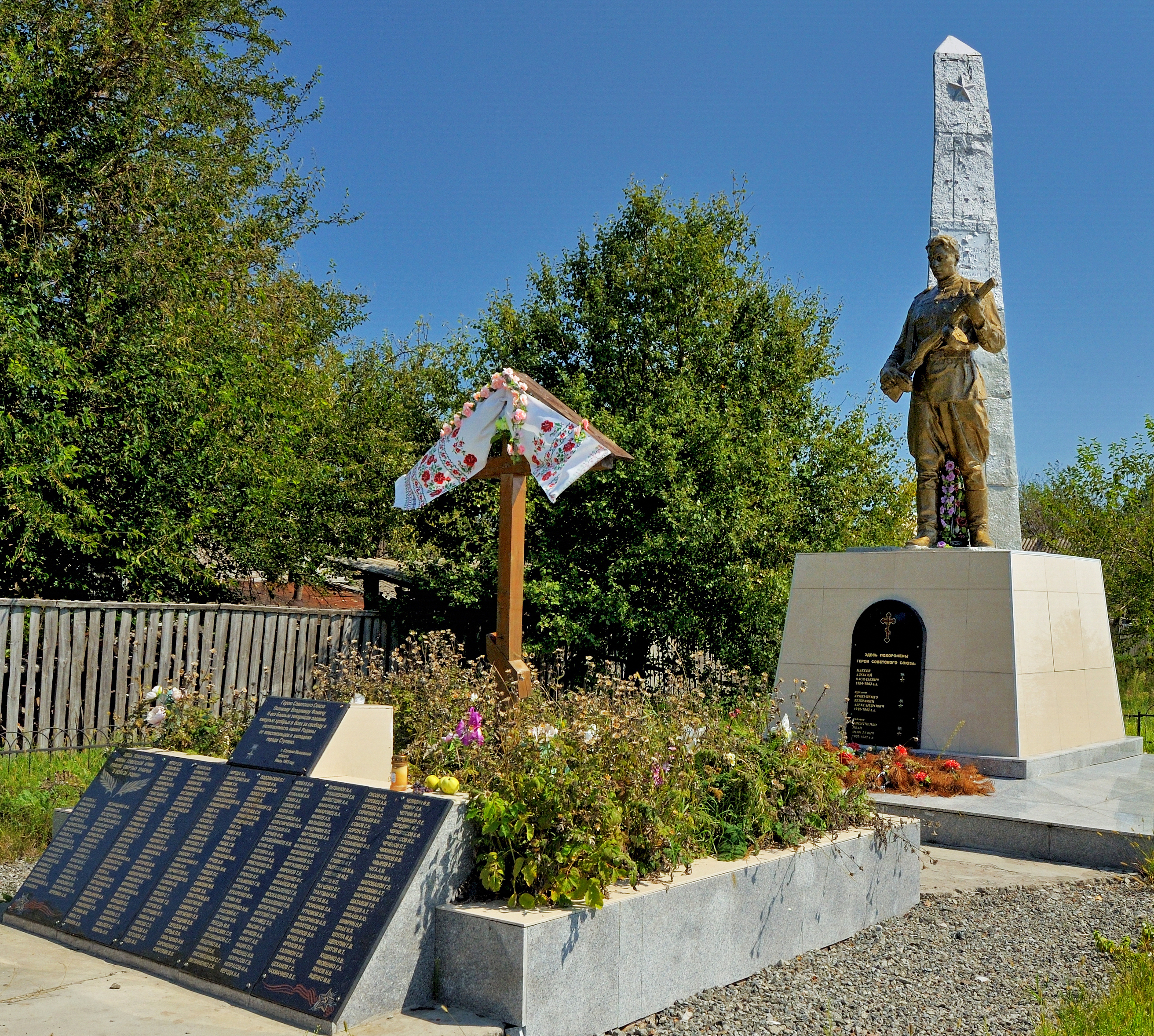
Братська могила при в'їзді в село
Меморіальна дошка Макеєву А.В., Крикуненку В.О., Нікитченку І.М.
Меморіальна дошка Полякову В.Ф.
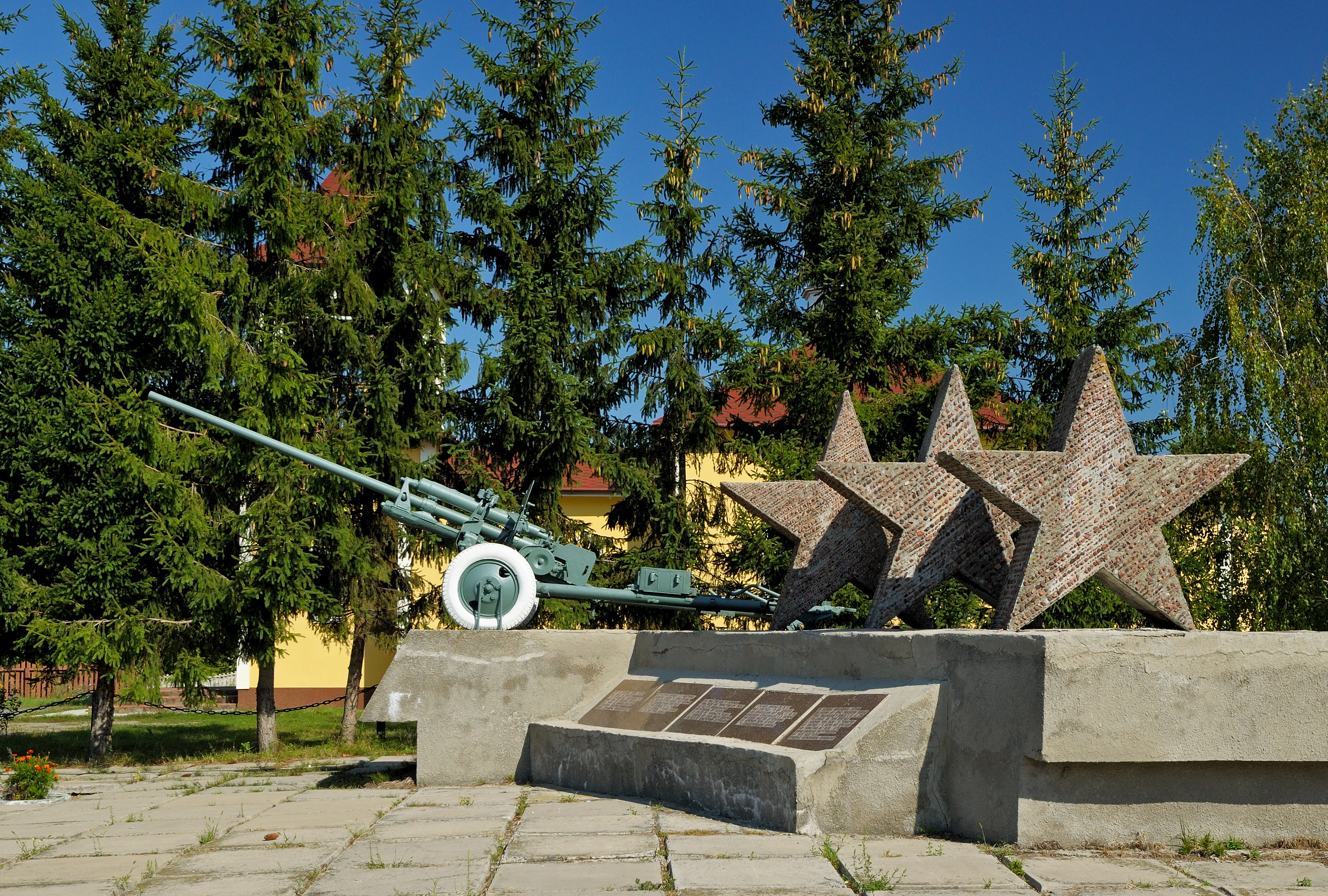
Меморіальний знак на честь військ 60-ї Армії
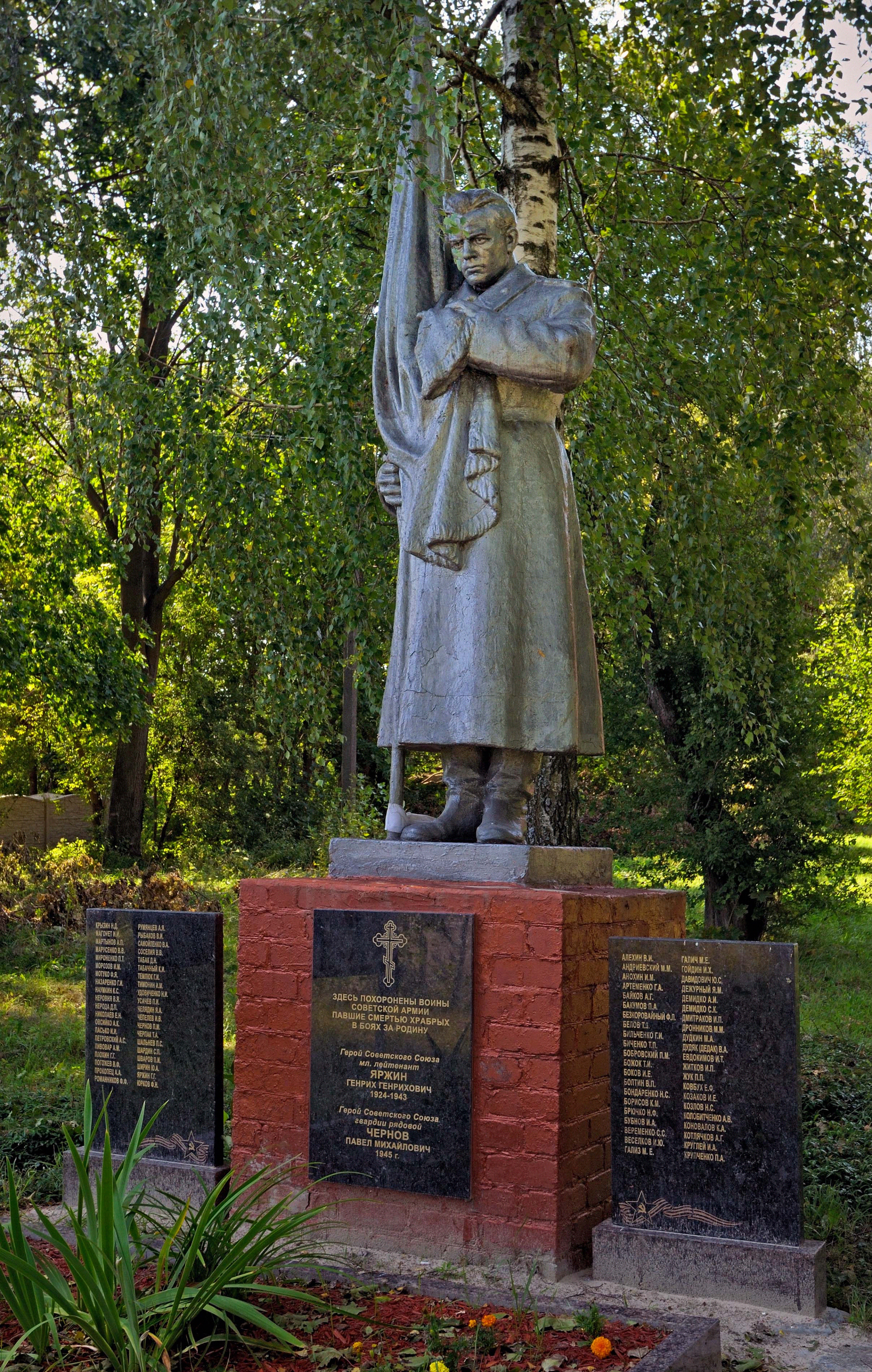
Братська могила в селі Ясногородка
Меморіальна дошка Яржину Г.Г. та Чернову П.М.
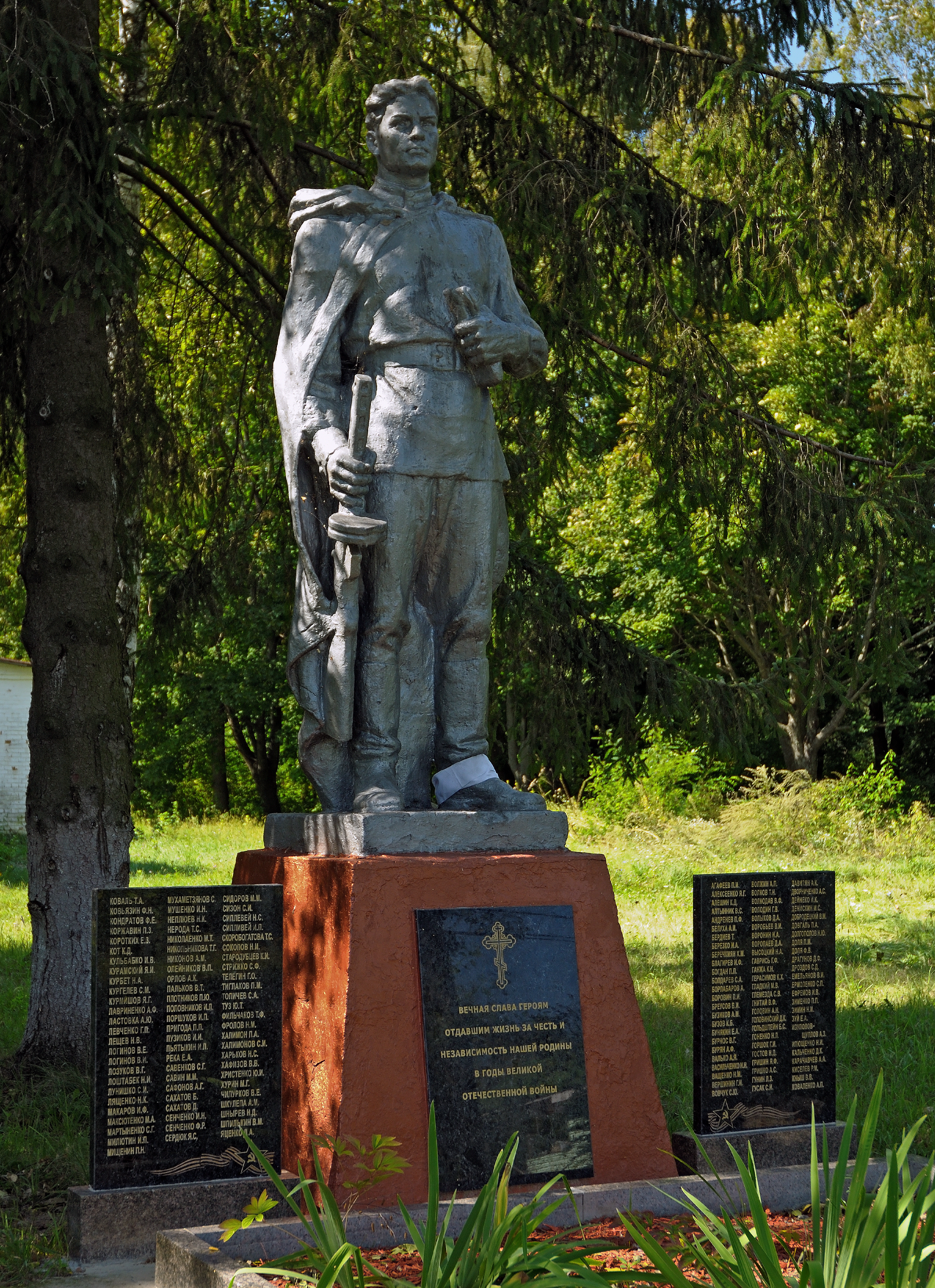
Братська могила воїнів
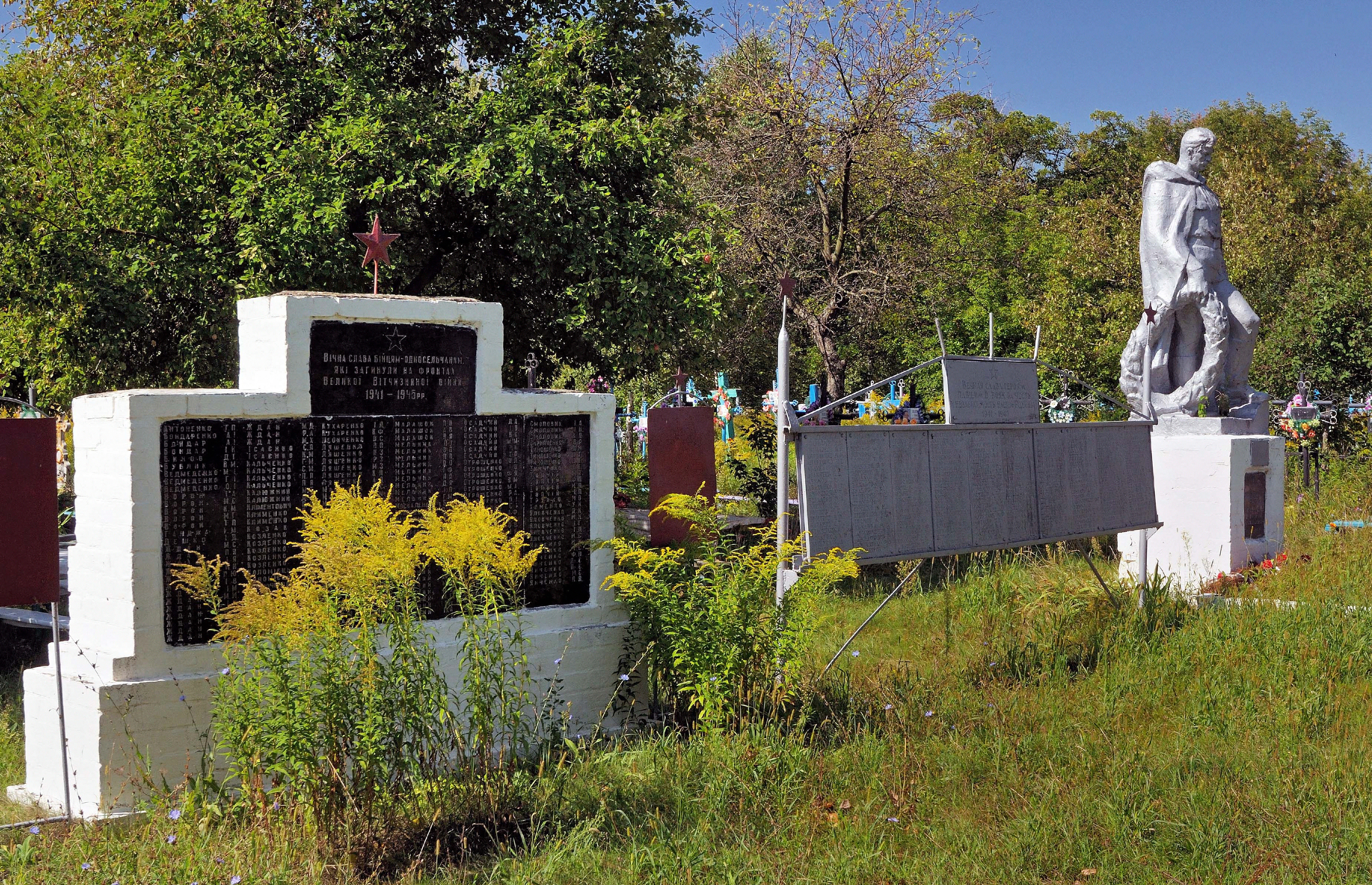
Братська могила і могила Митова Д.В.
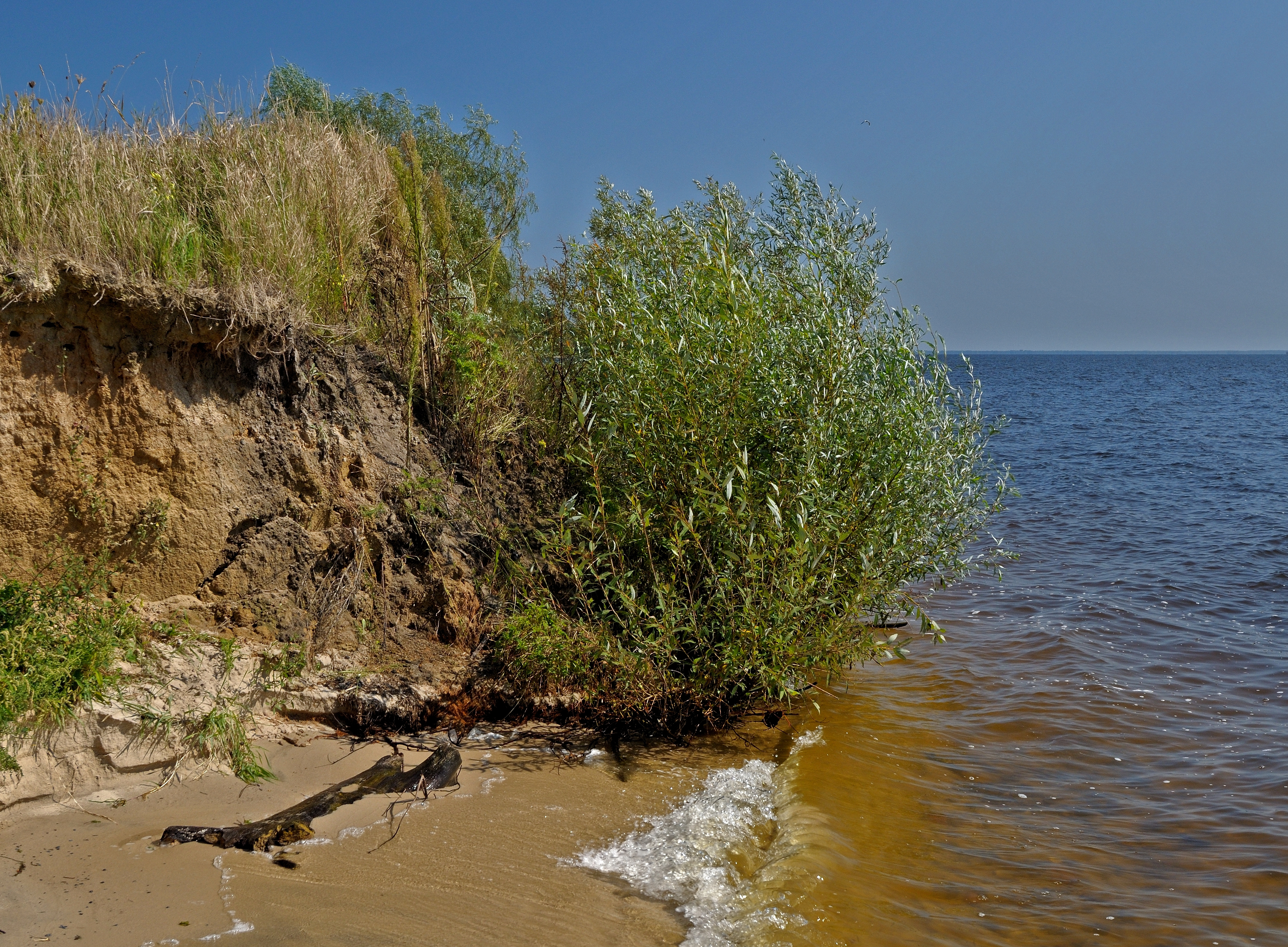
Узбережжя Київського моря біля села